# Coupe d'Asie des clubs champions 1989-1990
Navigation
Édition précédente Édition suivante
La Coupe d'Asie des clubs champions 1989-1990 est la neuvième édition de la Coupe d'Asie des clubs champions. Elle rassemble les champions de 27 nations membres de l'AFC.
Cette édition voit le sacre du club chinois du Liaoning FC qui bat les Japonais du Nissan Yokohama en finale. C'est le premier succès en Coupe d'Asie pour le club.

## Tours préliminaires

### Groupe 1
- Matchs disputés à Amman, en Jordanie.

| Rang | Équipe              | Pts | J | G | N | P | Bp | Bc | Diff |  | Résultats (▼ dom., ► ext.) |  |     |     |     |     |
| ---- | ------------------- | --- | - | - | - | - | -- | -- | ---- |  | -------------------------- |  | --- | --- | --- | --- |
| 1    | Al-Weehdat Club     | 7   | 4 | 3 | 1 | 0 | 7  | 1  | +6   |  | Al-Weehdat Club            |  | 2-1 | 0-0 | 3-0 | 2-0 |
| 2    | Al Rasheed          | 5   | 4 | 2 | 1 | 1 | 5  | 2  | +3   |  | Al Rasheed                 |  |     | 0-0 | 3-0 | 1-0 |
| 3    | Al-Ansar Club       | 4   | 4 | 1 | 2 | 1 | 2  | 3  | -1   |  | Al-Ansar Club              |  |     |     | 0-2 | 2-1 |
| 4    | Al Sadd Sports Club | 3   | 4 | 1 | 1 | 2 | 2  | 6  | -4   |  | Al Sadd Sports Club        |  |     |     |     | 0-0 |
| 5    | Al Ahli             | 1   | 4 | 0 | 1 | 3 | 1  | 5  | -4   |  | Al Ahli                    |  |     |     |     |     |

### Groupe 2
- Matchs disputés à Manama à Bahreïn, dans le cadre de la Coupe du golfe des clubs champions 1989.

| Rang | Équipe           | Pts | J | G | N | P | Bp | Bc | Diff |  | Résultats (▼ dom., ► ext.) |  |     |     |     |     |
| ---- | ---------------- | --- | - | - | - | - | -- | -- | ---- |  | -------------------------- |  | --- | --- | --- | --- |
| 1    | Al Arabi SC      | 5   | 4 | 2 | 1 | 1 | 8  | 6  | +2   |  | Al Arabi SC                |  | 1-2 | 1-1 | 2-1 | 4-2 |
| 2    | Al Muharraq Club | 5   | 4 | 2 | 1 | 1 | 6  | 4  | +2   |  | Al Muharraq Club           |  |     | 2-0 | 1-2 | 1-1 |
| 3    | Fanja Club       | 5   | 4 | 2 | 1 | 1 | 6  | 4  | +2   |  | Fanja Club                 |  |     |     | 3-0 | 2-1 |
| 4    | Al Wasl Dubaï    | 4   | 4 | 2 | 0 | 2 | 4  | 6  | -2   |  | Al Wasl Dubaï              |  |     |     |     | 1-0 |
| 5    | Al-Hilal FC      | 1   | 4 | 0 | 1 | 3 | 4  | 8  | -4   |  | Al-Hilal FC                |  |     |     |     |     |

### Groupe 3
- Matchs disputés à Mascate, au sultanat d'Oman.

| Rang | Équipe       | Pts | J | G | N | P | Bp | Bc | Diff |  | Résultats (▼ dom., ► ext.) |  |     |     | Drapeau du Népal |
| ---- | ------------ | --- | - | - | - | - | -- | -- | ---- |  | -------------------------- |  | --- | --- | ---------------- |
| 1    | Fanja Club   | 6   | 3 | 3 | 0 | 0 | 10 | 1  | +9   |  | Fanja Club                 |  | 3-1 | 2-0 | 5-0              |
| 2    | Salgaocar SC | 3   | 3 | 1 | 1 | 1 | 4  | 3  | +1   |  | Salgaocar SC               |  |     | 0-0 | 3-0              |
| 3    | Punjab FC    | 2   | 3 | 0 | 2 | 1 | 1  | 3  | -2   |  | Punjab FC                  |  |     |     | 1-1              |
| 4    | Katmandou SC | 1   | 3 | 0 | 1 | 2 | 1  | 9  | -8   |  | Katmandou SC               |  |     |     |                  |

### Groupe 4
- Matchs disputés à Ahvaz, en Iran.

| Rang | Équipe             | Pts | J | G | N | P | Bp | Bc | Diff |  | Résultats (▼ dom., ► ext.) |  |     |     |     |
| ---- | ------------------ | --- | - | - | - | - | -- | -- | ---- |  | -------------------------- |  | --- | --- | --- |
| 1    | Shahin FC          | 6   | 3 | 3 | 0 | 0 | 11 | 0  | +11  |  | Shahin FC                  |  | 1-0 | 5-0 | 5-0 |
| 2    | Mohammedan SC      | 4   | 3 | 2 | 0 | 1 | 10 | 4  | +6   |  | Mohammedan SC              |  |     | 3-1 | 7-2 |
| 3    | Old Benedictans SC | 2   | 3 | 1 | 0 | 2 | 4  | 9  | -5   |  | Old Benedictans SC         |  |     |     | 3-1 |
| 4    | Victory SC         | 0   | 3 | 0 | 0 | 3 | 3  | 15 | -12  |  | Victory SC                 |  |     |     |     |

### Groupe 5
- Matchs disputés à Kuala Lumpur, en Malaisie.

| Rang | Équipe               | Pts | J | G | N | P | Bp | Bc | Diff |  | Résultats (▼ dom., ► ext.) |  |     |     |     |     |
| ---- | -------------------- | --- | - | - | - | - | -- | -- | ---- |  | -------------------------- |  | --- | --- | --- | --- |
| 1    | Kuala Lumpur FA      | 8   | 4 | 4 | 0 | 0 | 19 | 4  | +15  |  | Kuala Lumpur FA            |  | 2-1 | 4-2 | 6-0 | 7-1 |
| 2    | Pelita Jaya FC       | 6   | 4 | 3 | 0 | 1 | 10 | 4  | +6   |  | Pelita Jaya FC             |  |     | 4-1 | 3-0 | 2-1 |
| 3    | Geylang United FC    | 4   | 4 | 2 | 0 | 2 | 11 | 9  | +2   |  | Geylang United FC          |  |     |     | 3-0 | 5-1 |
| 4    | Philippine Air Force | 2   | 4 | 1 | 0 | 3 | 1  | 12 | -11  |  | Philippine Air Force       |  |     |     |     | 1-0 |
| 5    | Muara FC             | 0   | 4 | 0 | 0 | 4 | 3  | 15 | -12  |  | Muara FC                   |  |     |     |     |     |

### Groupe 6
- Matchs disputés à Shenyang, en Chine.

| Rang | Équipe                | Pts | J | G | N | P | Bp | Bc | Diff |  | Résultats (▼ dom., ► ext.) |  |     |     |     |
| ---- | --------------------- | --- | - | - | - | - | -- | -- | ---- |  | -------------------------- |  | --- | --- | --- |
| 1    | Liaoning FC           | 5   | 3 | 2 | 1 | 0 | 7  | 2  | +5   |  | Liaoning FC                |  | 1-0 | 1-1 | 5-1 |
| 2    | Nissan Yokohama       | 4   | 3 | 2 | 0 | 1 | 11 | 1  | +10  |  | Nissan Yokohama            |  |     | 2-0 | 9-0 |
| 3    | Ch'ŏngjin Chandongcha | 3   | 3 | 1 | 1 | 1 | 3  | 3  | 0    |  | Ch'ŏngjin Chandongcha      |  |     |     | 2-0 |
| 4    | Hap Kuan              | 0   | 3 | 0 | 0 | 3 | 1  | 16 | -15  |  | Hap Kuan                   |  |     |     |     |

## Phase finale
Au départ, dix clubs obtiennent leur billet pour la phase finale, qui est jouée en deux poules de cinq équipes, à Kuala Lumpur et à Djakarta.

Trois formations déclarent forfait avant le début des rencontres : Al-Weehdat Club, Al Muharraq Club et Al Arabi SC. Ces désistements ne sont pas remplacés.

### Groupe 1
- Matchs disputés à Kuala Lumpur, en Malaisie.

| Rang | Équipe          | Pts | J | G | N | P | Bp | Bc | Diff |  | Résultats (▼ dom., ► ext.) |  |     |     |
| ---- | --------------- | --- | - | - | - | - | -- | -- | ---- |  | -------------------------- |  | --- | --- |
| 1    | Nissan Yokohama | 4   | 2 | 2 | 0 | 0 | 3  | 1  | +2   |  | Nissan Yokohama            |  | 2-1 | 1-0 |
| 2    | Kuala Lumpur FA | 2   | 2 | 1 | 0 | 1 | 3  | 2  | +1   |  | Kuala Lumpur FA            |  |     | 2-0 |
| 3    | Fanja Club      | 0   | 2 | 0 | 0 | 2 | 0  | 3  | -3   |  | Fanja Club                 |  |     |     |

### Groupe 2
| Rang | Équipe         | Pts | J | G | N | P | Bp | Bc | Diff |  | Résultats (▼ dom., ► ext.) |  |     |     |     |
| ---- | -------------- | --- | - | - | - | - | -- | -- | ---- |  | -------------------------- |  | --- | --- | --- |
| 1    | Liaoning FC    | 5   | 3 | 2 | 1 | 0 | 3  | 0  | +3   |  | Liaoning FC                |  | 0-0 | 2-0 | 1-0 |
| 2    | Al Rasheed     | 4   | 3 | 1 | 2 | 0 | 6  | 1  | +5   |  | Al Rasheed                 |  |     | 5-0 | 1-1 |
| 3    | Shahin FC      | 2   | 3 | 1 | 0 | 2 | 2  | 7  | -5   |  | Shahin FC                  |  |     |     | 2-0 |
| 4    | Pelita Jaya FC | 1   | 3 | 0 | 1 | 2 | 1  | 4  | -3   |  | Pelita Jaya FC             |  |     |     |     |

### Finale
| 22 avril 1990 | Nissan Yokohama  | 1 - 2 | Liaoning FC                    | Nippatsu Mitsuzawa Stadium, Yokohama |  |
|               | Wagner Lopes 33e |       | 31e Sun Wie · 43e Dong Liqiang |                                      |  |

| 29 avril 1990 | Liaoning FC | 1 - 1 | Nissan Yokohama | Shenyang |  |
|               | Liu Minghui |       | csc Zheng Li    |          |  |